# 子安台
子安台（こやすだい）は、神奈川県横浜市神奈川区の町名。現行行政地名は子安台一丁目から子安台二丁目。住居表示実施済み。

## 地理
神奈川区の北東部に位置し、南に子安通、西に新子安一丁目・二丁目、北西に神之木台、北に西寺尾三丁目、東に鶴見区東寺尾四丁目と岸谷一丁目・二丁目と接している。

### 地価
住宅地の地価は、2025年（令和7年）1月1日の公示地価によれば、子安台1-12-11の地点で29万8000円/m²となっている。

## 歴史

### 地名の由来
子安の台地に位置することから。

### 沿革
- 1936年（昭和11年）11月1日 - 子安町、鶴見区生麦町の各一部を分離し、子安台を新設。横浜市神奈川区子安台となる[8]。
- 1953年（昭和28年）12月15日 - 土地区画整理事業に伴い、子安台の一部を新子安へ編入[9]。
- 1966年（昭和41年）5月1日 - 新子安、入江町の住居表示の実施に伴い、子安台の一部を新子安一丁目へ編入。新子安の一部を子安台へ編入[10]。
- 1967年（昭和42年）5月1日 - 子安台の住居表示実施に伴い、子安台を廃止し、子安台一丁目と二丁目を新設、子安台の一部を神之木台、西寺尾町、鶴見区岸谷二丁目へ編入[11]。

### 町名の変遷
| 実施後       | 実施年月日               | 実施前（各町名ともその一部）               |
| ------------ | ------------------------ | ------------------------------------------ |
| 子安台一丁目 | 1967年（昭和42年）5月1日 | 子安台、鶴見区生麦町、東寺尾町（各一部）   |
| 子安台二丁目 | 1967年（昭和42年）5月1日 | 子安台、西寺尾町、鶴見区東寺尾町（各一部） |

### 主な出来事
- 1959年（昭和34年）12月11日 - 早朝に第二京浜トラック爆発事故が発生。半径5km以内の住宅などに被害[12]。

## 世帯数と人口
2025年（令和7年）3月31日現在（横浜市発表）の世帯数と人口は以下の通りである。
| 町名         | 世帯数    | 人口    |
| ------------ | --------- | ------- |
| 子安台一丁目 | 549世帯   | 1,054人 |
| 子安台二丁目 | 572世帯   | 1,071人 |
| 計           | 1,121世帯 | 2,125人 |

### 人口の変遷
国勢調査による人口の推移。
| 年                 | 人口  |
| ------------------ | ----- |
| 1995年（平成7年）  | 2,059 |
| 2000年（平成12年） | 1,922 |
| 2005年（平成17年） | 1,926 |
| 2010年（平成22年） | 2,084 |
| 2015年（平成27年） | 2,010 |
| 2020年（令和2年）  | 2,059 |

### 世帯数の変遷
国勢調査による世帯数の推移。
| 年                 | 世帯数 |
| ------------------ | ------ |
| 1995年（平成7年）  | 873    |
| 2000年（平成12年） | 856    |
| 2005年（平成17年） | 902    |
| 2010年（平成22年） | 974    |
| 2015年（平成27年） | 951    |
| 2020年（令和2年）  | 1,016  |

## 学区
市立小・中学校に通う場合、学区は以下の通りとなる（2024年11月時点）。
| 町名         | 街区    | 小学校                   | 中学校               |
| ------------ | ------- | ------------------------ | -------------------- |
| 子安台一丁目 | 全域    | 横浜市立子安小学校       | 横浜市立浦島丘中学校 |
| 子安台二丁目 | 1〜8番  | 横浜市立子安小学校       | 横浜市立錦台中学校   |
| 子安台二丁目 | 9〜11番 | 横浜市立西寺尾第二小学校 | 横浜市立錦台中学校   |

## 事業所
2021年（令和3年）現在の経済センサス調査による事業所数と従業員数は以下の通りである。
| 町名         | 事業所数 | 従業員数 |
| ------------ | -------- | -------- |
| 子安台一丁目 | 21事業所 | 321人    |
| 子安台二丁目 | 3事業所  | 7人      |
| 計           | 24事業所 | 328人    |

### 事業者数の変遷
経済センサスによる事業所数の推移。
| 年                 | 事業者数 |
| ------------------ | -------- |
| 2016年（平成28年） | 27       |
| 2021年（令和3年）  | 24       |

### 従業員数の変遷
経済センサスによる従業員数の推移。
| 年                 | 従業員数 |
| ------------------ | -------- |
| 2016年（平成28年） | 265      |
| 2021年（令和3年）  | 328      |

## 交通
- 国道1号

## 施設
- 国土交通省関東地方整備局横浜国道事務所神奈川出張所
- 浅野中学校・高等学校
- 浅野工学専門学校
- 子安台公園

## その他

### 郵便
- 郵便番号 : 221-0012[3]（集配局：神奈川郵便局[22]）

### 警察
町内の警察の管轄区域は以下の通りである。
| 町名         | 街区 | 警察署       | 交番     |
| ------------ | ---- | ------------ | -------- |
| 子安台一丁目 | 全域 | 神奈川警察署 | 入江交番 |
| 子安台二丁目 | 全域 | 神奈川警察署 | 入江交番 |